# Buntes Perlgras
Das Bunte Perlgras (Melica picta) ist eine Pflanzenart aus der Gattung der Perlgräser (Melica) innerhalb der Familie der Süßgräser (Poaceae). Dieses selten in Mitteleuropa vorkommende Grasart ist eng mit dem in Mitteleuropa verbreiteten und meist häufig vorkommenden Nickenden Perlgras (Melica nutans) verwandt; es unterscheidet sich von diesem unter anderem durch ein längeres Blatthäutchen („Ligula“), dem horstigen Wuchs und dem graugrünen Habitus.

## Beschreibung

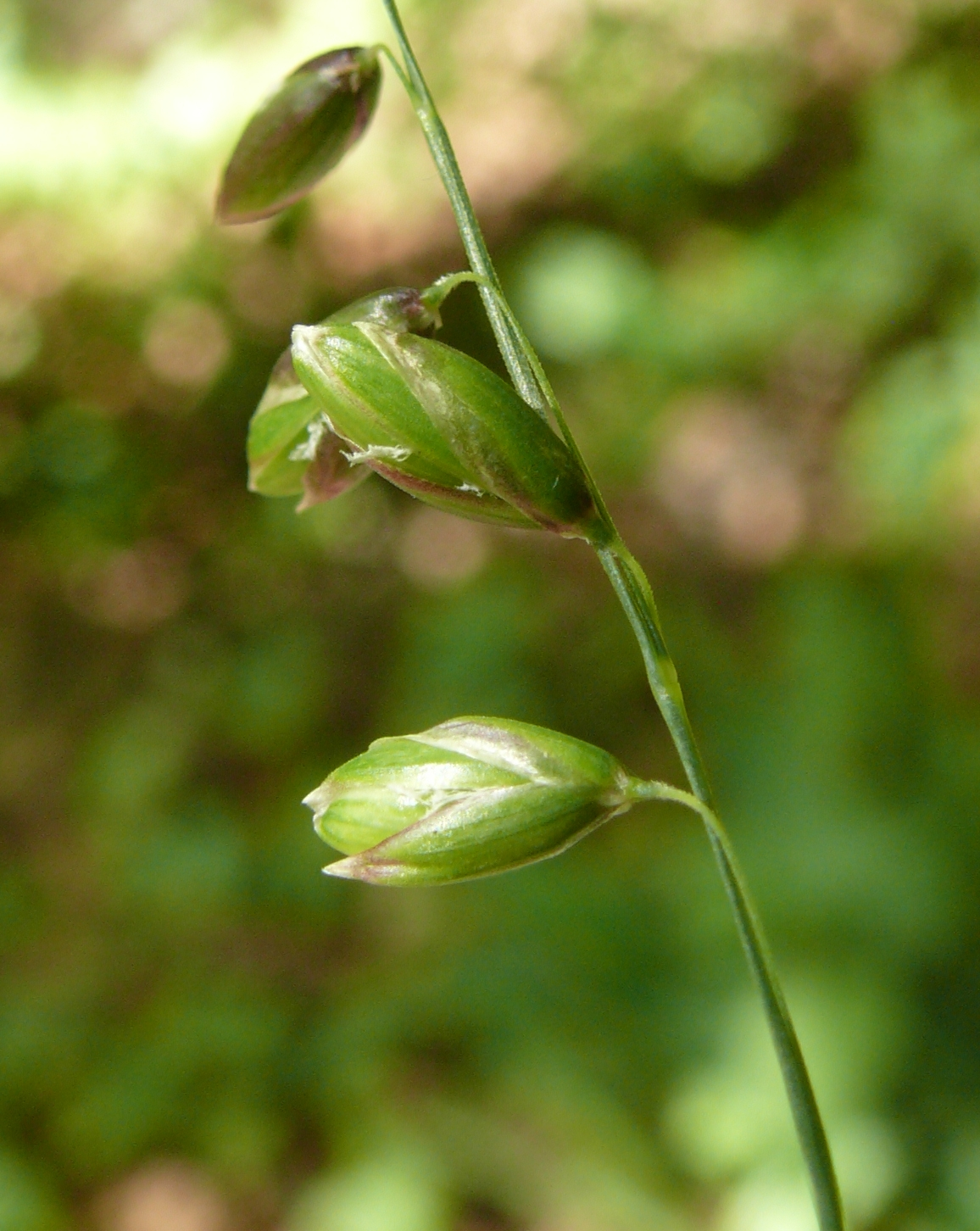
Ährchen

### Vegetative Merkmale
Das Bunte Perlgras wächst als ausdauernde krautige Pflanze und erreicht  Wuchshöhen von 50 bis 80 Zentimetern. Es entwickelt mit nur kurzen unterirdischen Ausläufern Horste. Der Halm ist mit einem Durchmesser von 1 bis 2 Millimetern relativ dünn, etwas schlaff und wenig rau. Die bei einer Länge von meist 3 bis 15 (0,5 bis 22) Zentimetern sowie einer Breite von 3 bis 5 Millimetern flachen Stängelblätter sind relativ hell und etwas grau-grün gefärbt; manchmal sind sie zerstreut behaart. Die unteren Blattscheiden sind amethystfarbig überlaufen. Das Blatthäutchen ist weißlich gefärbt und erreicht beim obersten Halmblatt eine Länge von bis zu 2 bis 2,5 Millimeter.

### Generative Merkmale
Das Bunte Perlgras, das seinen Namen den glänzenden, perlenartigen, wie auf einer Schnur aufgereihten Ährchen verdankt, blüht vorwiegend in den Monaten Mai und Juni. Der bei einer Länge von 7 bis 15 Zentimetern sowie einer Breite von 1 bis 1,5 Millimetern traubige Blütenstand ist im unteren Teil schwach rispenförmig ausgebildet, enthält 9 bis 14 Ährchen mit wenigen Blüten. Die nickenden Ährchen befinden sich an bei einer Länge von 5 bis 10 Millimetern relativ kurzen Stielchen. Sie erreichen eine Länge von etwa 7 bis 8 Millimetern und enthalten zwei oder selten drei fertile und zwei oder drei sterile Blütchen. Die Hüllspelzen sind 5 bis 7,5 Millimeter lang und etwa gleich lang wie das verkehrt-eiförmige Ährchen und meist grünlich gefärbt. Am Rand sind sie weißhäutig und besitzen häufig einen rötlich-violetten Fleck oder Streifen am Grund bzw. vor dem Rand. Deshalb erhielt die Art auch das Epitheton „picta“, das „bemalt, bunt“ bedeutet. Die Deckspelzen der unteren Blütchen sind ziemlich dick, kahl, stumpf, besitzen keine Grannen, sind gewölbt, glänzend und undeutlich fünfnervig und am oberen Ende sind sie trockenhäutig. Die Vorspelzen der unteren Blütchen sind 5 bis 5,5 Millimeter lang und zweinervig. Die Staubbeutel sind 1 bis 2,5 Millimeter lang.
Die Chromosomenzahl beträgt 2n = 18.

## Vorkommen
Das Bunte Perlgras ist ein gemäßigtkontinental-ostsubmediterranes Florenelement. Seine Verbreitung reicht vom Kaukasus über Südrussland bis nach Südost- und Mitteleuropa. Als Wärmezeitrelikt kommt es auch in Südfinnland vor; Conert hält die Vorkommen jedoch für synanthrop.
In Mitteleuropa erreicht das Bunte Perlgras die Nordwestgrenze seiner Verbreitung. In Deutschland kommt das Bunte Perlgrast meist selten und zerstreut mit Vorkommensschwerpunkten am nördlichen Harzrand, im Thüringer Becken, in Unterfranken und in der Schwäbischen und Fränkischen Alb vor. In Österreich, wo das Bunte Perlgrast im Burgenland, in Niederösterreich, Wien und in der Steiermark vorkommt, ist es „stark gefährdet“. In der Schweiz fehlt es gänzlich. Es kommt in Mitteleuropa von der Ebene bis in Berglagen vor. In Baden-Württemberg erreicht es am Albtrauf östlich Schlatt eine Höhenlage von etwa 850 Metern.
Melica picta wächst in Trocken- und Steppenwaldgesellschaften. So kommt es in Laubmischwäldern und Eichengebüschen vor. Es gedeiht am besten auf mäßig frische, lehmige oder tonige Böden. Es ist pflanzensoziologisch eine Charakterart des Potentillo albae-Quercetum aus dem Verband Potentillo albae-Quercetum petraeae, kommt aber auch im Galio-Carpinetum vor.

## Taxonomie
Die Erstbeschreibung von Melica picta erfolgte 1848 durch Karl Heinrich Koch in Linnaea, Band 21, Seite 395. Ein Synonym für Melica picta K.Koch ist Melica nutans subsp. picta (K.Koch) K.Richt.

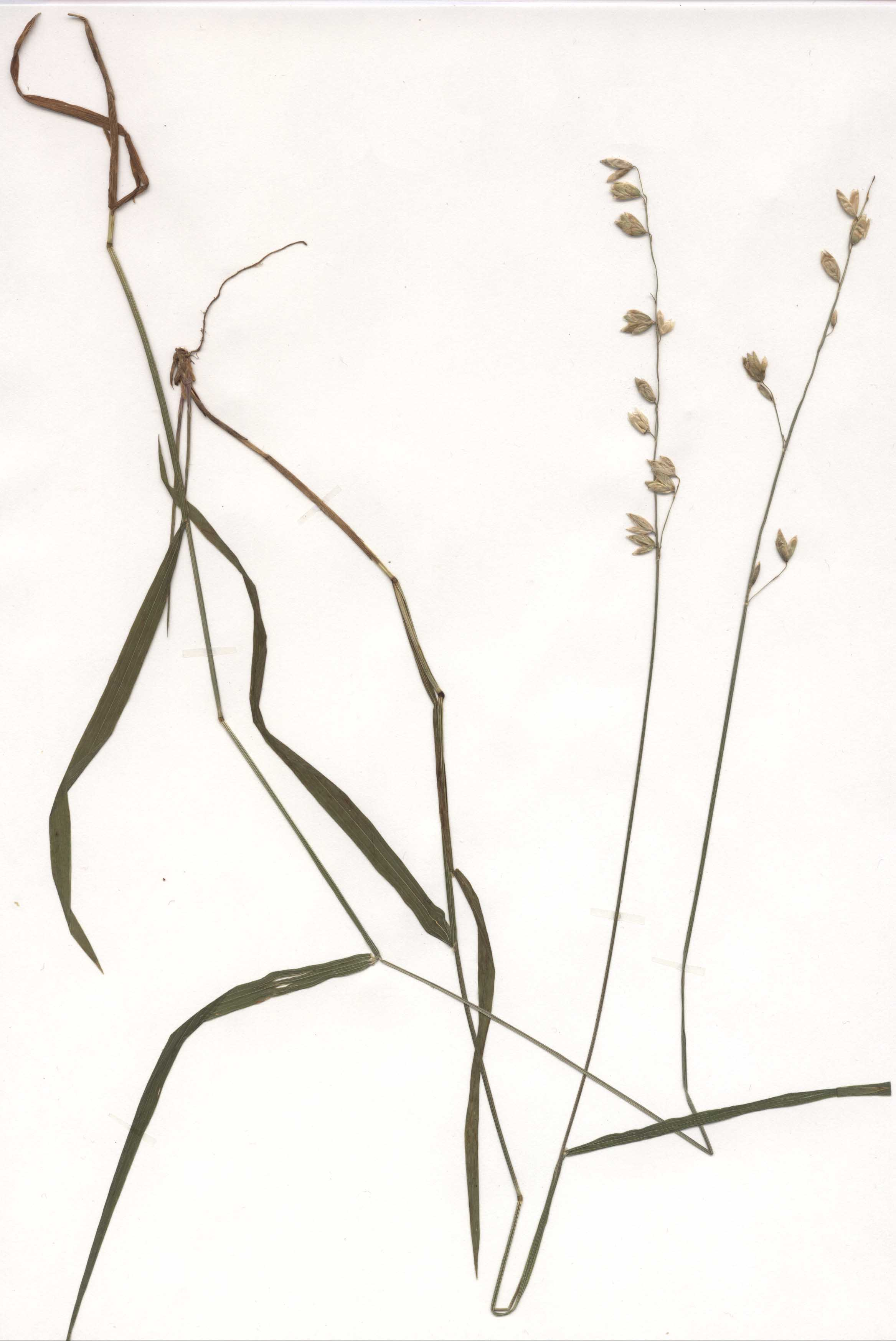
Herbarbeleg
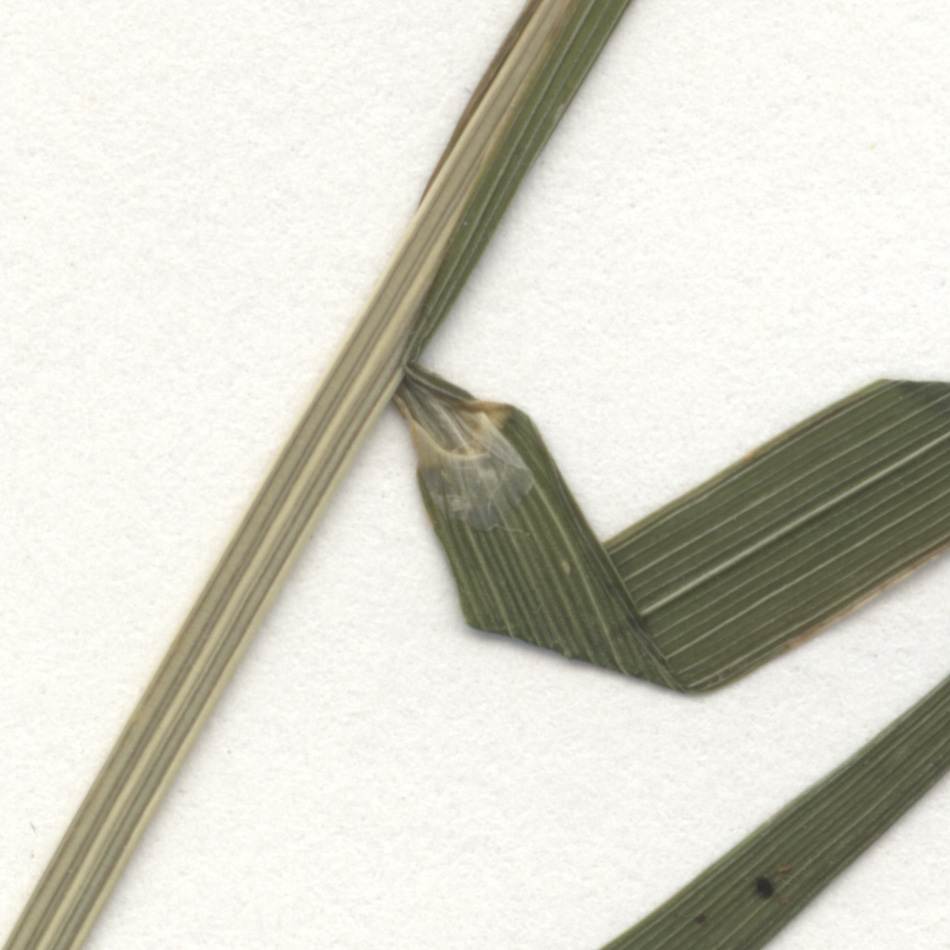
Blatthäutchen (Herbarbeleg)
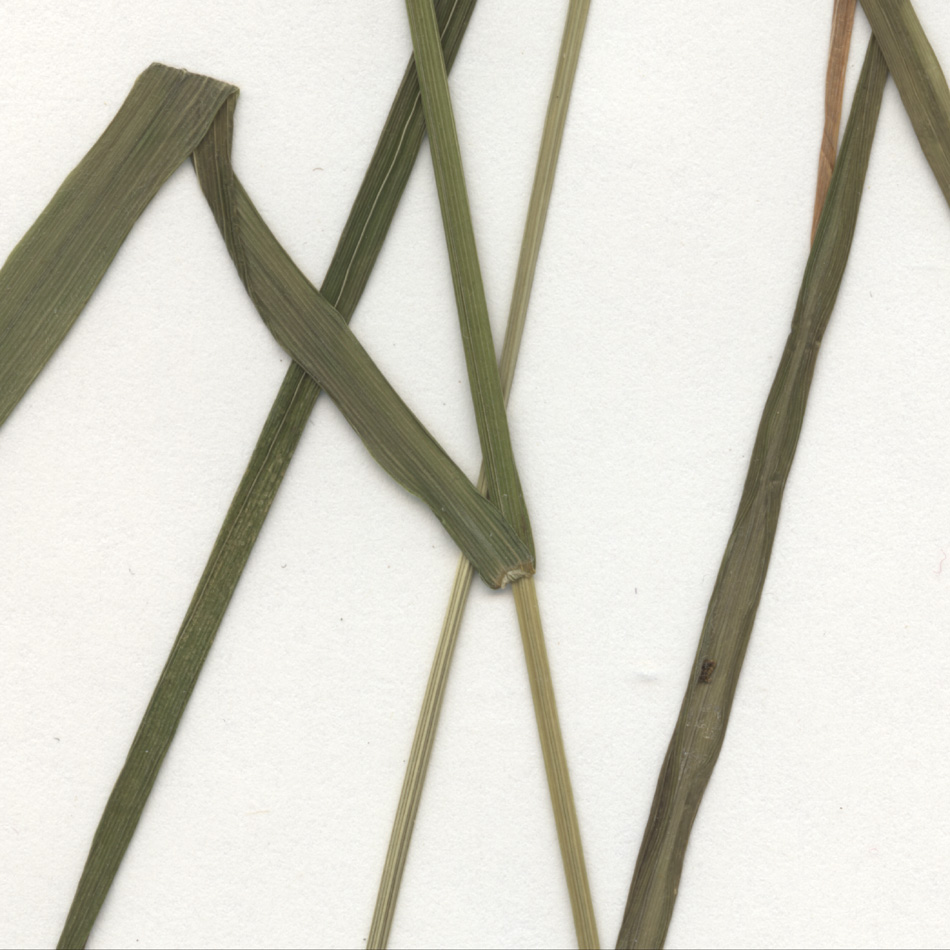
Blatthäutchen (Herbarbeleg)